# Kolokwium Waltera Lippmanna
Kolokwium Waltera Lippmanna (fr. Colloque Walter Lippmann) – konferencja intelektualistów zwołana w Paryżu w sierpniu 1938 r. przez francuskiego filozofa Louisa Rougiera. Motywacją do spotkania był niepokój uczestników związany z następstwami Wielkiego Kryzysu i rośnięciem w siłę ruchów antyliberalnych (np. stalinizmu w ZSRR, i nazizmu w Niemczech, które dokonały właśnie Anschlussu). Łączyło ich poczucie, że potrzebne jest zaoferowanie nowej wizji liberalizmu, która będzie atrakcyjną alternatywą dla kolektywizmu, socjalizmu i leseferyzmu. Miała być to „trzecia droga”, będąca kompromisem pomiędzy wolnością gospodarki a regulacyjną rolą państwa, co obecnie nazywa się z reguły socjaldemokracją lub ordoliberalizmem. W trakcie konferencji Alexander Rüstow posługiwał się do opisu tej idei terminem neoliberalizm; wiele opracowań uznaje to za moment wprowadzenia tego pojęcia, ekonomiści niemieckojęzyczni stosowali je jednak w podobnym znaczeniu już w latach 20. Wśród innych proponowanych określeń relacje podają „liberalizm społeczny”, „liberalizm lewicowy” i „neokapitalizm”.

## Nazwa

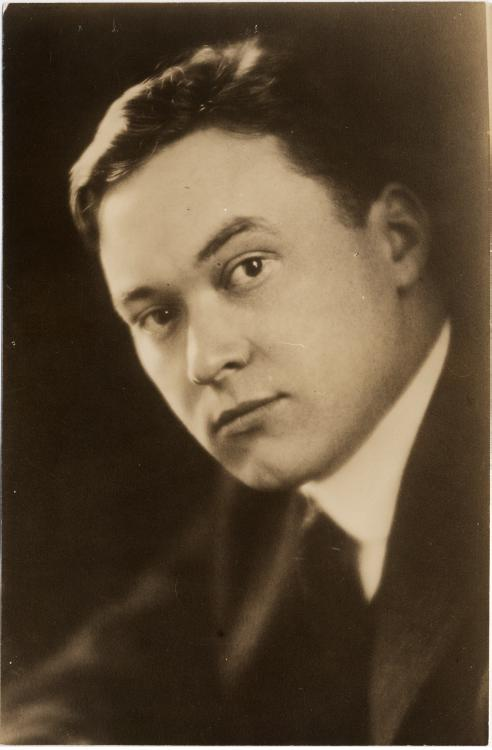
Walter Lippmann (1914 r.)

Kolokwium nazwano na cześć amerykańskiego publicysty Waltera Lippmanna. Jego książka An Enquiry into the Principles of the Good Society z 1937 r. została w tym czasie przetłumaczona na język francuski i była szczegółowo omawiana w trakcie konferencji, z udziałem samego autora który odbywał właśnie tour po Europie. Według oceny zawartej w książce, ówczesne problemy liberalizmu wynikały ze zbytniego skupienia się polityków na rynkowej wolności, w parze z niedocenianiem roli państwa w kształtowaniu ładu gospodarczego, w ramach którego wolność służyłaby nie tylko wzbogacaniu się pojedynczych osób, ale całemu społeczeństwu.

## Uczestnicy i znaczenie

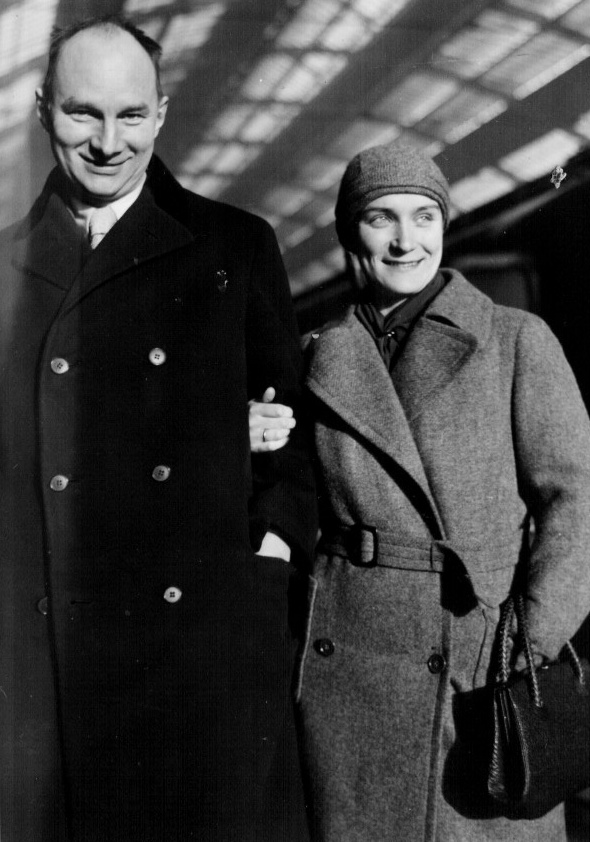
Alexander Rüstow z żoną Loreną (1933 r.) – jeden z uczestników konferencji

Gości konferencji można z grubsza podzielić na dwa główne obozy. Jeden, reprezentowany m.in. przez Ludwiga von Misesa i Friedricha Hayeka – określanych paleoliberałami („starymi liberałami”), orędował za większym leseferyzmem. Drugi, w szeregi którego wchodzili m.in. Rüstow, Lippmann, Raymond Aron, Wilhelm Röpke, czy Robert Marjolin, argumentował na rzecz wizji bliższej temu co obecnie nazywa się socjalliberalizmem, socjaldemokracją lub ordoliberalizmem, przychylniej patrząc na uzasadnione państwowe regulacje i interwencjonizm.
Szczegółowe poglądy ilustrują słowa i teksty obecnych na konferencji, na przykład Lippmanna, według którego liberałowie ortodoksyjni trzymając się wiernie zasady laissez faire odwrócili się od „krzyczącej konieczności reform społecznych, i nie potrafili stworzyć filozofii zadowalającej z punktu widzenia humanitarnego”. Pisał on także: „z punktu widzenia ludzkiego [wolny rynek] jest suwerenem okrutnym”, czy: „wielkie nierówności nie odzwierciedlają wiernie nierówności między talentami ludzi, między ich charakterami lub ich umysłami; stanowią więc odstępstwo od koncepcji moralnej, wedle której dochód jest zapłatą za pracę użyteczną, zaś nędza – karą za lenistwo lub nierozwagę.” Według Rougiera, „laissez faire [jest] systemem samounicestwiającym się” gdyż odrzucenie przez państwo możliwości ingerowania w gospodarkę musi prowadzić do tworzenia się monopoli.
Z drugiej strony, Baudin miał przekonywać, że „to nie wolna konkurencja, ale właśnie interwencja państwa w życie gospodarcze stała się przyczyną krachu ekonomicznego. Koncentracja gospodarcza i monopole – to konsekwencje świadomych działań politycznych, a nie obiektywna konieczność rozwoju ekonomicznego kapitalizmu.” Mises podzielał to stanowisko, odrzucał ponadto wszelkie postulaty równościowe jako „demagogiczną propagandę”. Większość gości konferencji popierała jednak, dla przykładu, dużą rolę państwa w realizacji dóbr publicznych (oświaty, budowy dróg – na równych z innymi podmiotami zasadach), oraz pomoc społeczną i redystrybucyjne progresywne podatki.
W konferencji uczestniczyło dwadzieścia sześć osób, w tym wiele wpływowych postaci z dziedzin ekonomii, innych nauk i życia społecznego – poza wymienionymi wyżej, także np. Michael Polanyi czy Stefan Possony. Goście kolokwium postulowali wspólne utworzenie organizacji mającej promować i badać nowe możliwości rozwoju liberalizmu, o nazwie Comité international d'étude pour le renouveau du libéralisme (CIERL). Plany te nie zostały bezpośrednio zrealizowane ze względu na wybuch II wojny światowej, idea była jednak kontynuowana po wojnie w postaci spotkań Stowarzyszenia Mont Pèlerin.
Kolokwium uznaje się obecnie za jedno ze źródeł rozwoju nurtu neoliberalnego w polityce ekonomicznej. Jednym z pierwszych opracowań, które zwróciło na to uwagę, był cykl wykładów i książka Narodziny biopolityki Michela Foucaulta z ok. 1978–1979 r.